# Culex davisi
Culex davisi är en tvåvingeart som beskrevs av Kumm 1933. Culex davisi ingår i släktet Culex och familjen stickmyggor. Inga underarter finns listade i Catalogue of Life.